# Armenischer Fußballpokal 1994
Der armenische Fußballpokal 1994 war die dritte Austragung des Pokalwettbewerbs in Armenien seit der Unabhängigkeit 1992.
16 Mannschaften waren startberechtigt. Sieger wurde Titelverteidiger FA Ararat Jerewan, der in der Neuauflage des Vorjahres-Finals FC Schirak Gjumri mit 1:0 besiegte. Ararat nahm am Europapokal der Pokalsieger teil.

## Modus
Der Pokal wurde in vier Runden ausgetragen. Ein vorgesehenes Qualifikationsspiel fand nicht statt. War ein Spiel nach Ablauf der regulären Spielzeit unentschieden, wurde es um zweimal 15 Minuten verlängert. War auch nach der Verlängerung keine Entscheidung gefallen, so wurde der Sieger der Begegnung im Elfmeterschießen ermittelt.
Im Viertel- und Halbfinale wurden die Sieger in Hin- und Rückspiel ermittelt. Bei diesen Begegnungen entschied zunächst die Anzahl der Auswärts erzielten Tore. Der Pokalverteidiger FA Ararat Jerewan stieg erst im Viertelfinale ein.

## Qualifikation
Die Begegnung war für den 27. März 1994 geplant.
|                  | Ergebnis   |                  |
| ---------------- | ---------- | ---------------- |
| SC Nairi Jerewan | kampflos 1 | FC Lori Wanadsor |

## Achtelfinale
Die Spiele fanden am 2. und 3. April 1994 statt.
|                       | Ergebnis              |                   |
| --------------------- | --------------------- | ----------------- |
| Zement Ararat         | 0:2                   | FC Schirak Gjumri |
| Arpa Jeghegnadsor     | 2:1                   | FC Sangesur Goris |
| ZSKA Jerewan          | 0:4                   | FC Kotajk Abowjan |
| BMA-Arai Etschmiadsin | 0:2                   | AOSS Jerewan      |
| FC KanAZ Jerewan      | 0:5                   | Banants Kotajk    |
| SC Nairi Jerewan      | 0:0 n. V. (3:4 i. E.) | ASS-SKIF Jerewan  |
| FC Jerazank Jerewan   | 2:0                   | FC Van Jerewan    |

## Viertelfinale
Die Hinspiele fanden am 1. April 1994, die Rückspiele am 5. April 1994 statt.
|                     | Gesamt |                   | Hinspiel | Rückspiel |
| ------------------- | ------ | ----------------- | -------- | --------- |
| FC Schirak Gjumri   | 12:00  | Arpa Jeghegnadsor | 7:0      | 5:0       |
| FC Kotajk Abowjan   | 0:8    | AOSS Jerewan      | 0:5      | 0:3       |
| ASS-SKIF Jerewan    | 2:6    | Banants Kotajk    | 0:3      | 2:3       |
| FC Jerazank Jerewan | 1:6    | FA Ararat Jerewan | 0:3      | 1:3       |

## Halbfinale
Die Hinspiele fanden am 10. April 1994, die Rückspiele am 1. Mai 1994 statt.
|                   | Gesamt    |                   | Hinspiel | Rückspiel |
| ----------------- | --------- | ----------------- | -------- | --------- |
| Banants Kotajk    | 2:4       | FA Ararat Jerewan | 0:2      | 2:2       |
| FC Schirak Gjumri | (a)2:2(a) | AOSS Jerewan      | 1:0      | 1:2       |

## Finale
| FA Ararat Jerewan                         | FA Ararat Jerewan | FC Schirak Gjumri | FC Schirak Gjumri |
| ----------------------------------------- | --- | --- | ----------------- |
| FA Ararat Jerewan                         | \| 26. Mai 1994 in Jerewan (Stadion Hrasdan) \| \| Ergebnis: 1:0 (0:0) \| \| Zuschauer: 18.000 \| \| Schiedsrichter: S. Kasarjan \| | \| 26. Mai 1994 in Jerewan (Stadion Hrasdan) \| \| Ergebnis: 1:0 (0:0) \| \| Zuschauer: 18.000 \| \| Schiedsrichter: S. Kasarjan \| | FC Schirak Gjumri |
| FA Ararat Jerewan                         | Armenak Petrosjan – Armen Schahgeldjan, Tigran Gspejan, Aramajis Tonojan , Lewon Stepanjan – Artur Kotscharjan, Hakop Mkrjan, Rasmik Grigorjan, Hamlet Mchitarjan, Sewada Arsumanjan (46. Spartak Sarkisjan) – Wahe Jaghmurjan (70. Karen Barseghjan) | Raimond Sadurjan – Gagik Markarjan, Hakop Artojan, Harut Wardanjan, Artak Adamjan (80. Grigor Grigorjan), – Samvel Nikoljan, Artur Petrosjan, Hovhannes Tahmasjan, Hratschja Awetissjan – Artem Bernetsjan, (60. Aram Tumasjan), Ischchan Schachnasarjan | FC Schirak Gjumri |
| FA Ararat Jerewan                         | 1:0 Karen Barseghjan (82.) | | FC Schirak Gjumri |
| FA Ararat Jerewan                         | Hamlet Mchitarjan | | FC Schirak Gjumri |
| 26. Mai 1994 in Jerewan (Stadion Hrasdan) | | |                   |
| Ergebnis: 1:0 (0:0)                       | | |                   |
| Zuschauer: 18.000                         | | |                   |
| Schiedsrichter: S. Kasarjan               | | |                   |